# Deportivo Maldonado
Club Deportivo Maldonado je uruguayský fotbalový klub z města Maldonado, který působí k roku 2016 v uruguayské Segunda División (2. liga). Klub byl založen v roce 1928 a svá domácí utkání hraje na stadionu Estadio Domingo Burgueño Miguel s kapacitou 28 000 diváků.
Klubové barvy jsou červená a zelená.
Deportivo Maldonado bylo v roce 2009 prodáno skupině investorů. Vyšetřováním společnosti Bloomberg vyšlo najevo, že majiteli se stali Malcolm Caine a právník Graham Shear (oba Angličané). Klub plní funkci zprostředkovatele, začal fungovat jako přestupní stanice pro jihoamerické hráče, kteří směřují do Evropy, přičemž tito v Deportivu Maldonado neodehrají ani jediný zápas. De facto jde o využívání vlastnictví přestupových práv hráče třetí stranou (Third-party ownership – tyto aktivity se snaží FIFA omezit). Mezi známé hráče, kteří absolvovali takový transfer, patří např. Jonathan Calleri, Gerónimo Rulli, Hernán Toledo, Alex Sandro a Marcelo Estigarribia.